# استودوا
استودوا (به انگلیسی: Studva) رودخانه‌ای است که در صربستان و کرواسی جریان دارد.